# Holcorpidae
Holcorpidae (лат.) — вымершее семейство скорпионниц (Mecoptera). Содержит два рода: Conicholcorpa из формации Цзюлуншань во Внутренней Монголии, Китай (средняя юра), и Holcorpa из эоцена Северной Америки, включая Ископаемые пласты Макаби в Британской Колумбии и формацию Флориссант в Колорадо. Представители семейства характеризуются необычайно длинными гениталиями самцов, а также особенностями жилкования крыльев. Среднеюрские Miriholcorpa и Fortiholcorpa из Китая тоже имеют родство с этим семейством, однако неполнота их остатков и отличия от известных Holcorpidae затрудняют их систематику.